# Abdoulie Kanagi Jawla
Abdoulie Kanagi Jawla (* 11. November 1956) ist Politiker im westafrikanischen Staat Gambia.

## Politisches Leben
| Parlamentswahl | Stimmen    | Stimmanteil |
| -------------- | ---------- | ----------- |
| 1997           | 3210       | 49,43 %     |
| 2002           | einstimmig | gewählt     |
| 2007           | 3302       | 54,57 %     |

Bei den Parlamentswahlen 1997 trat Jawla als Kandidat der Alliance for Patriotic Reorientation and Construction (APRC) im Wahlkreis Sandu zur Wahl an und konnte den Wahlkreis erfolgreich für sich gewinnen. Bei den folgenden Wahlen 2002 war Jawla ohne Gegenkandidaten und vertrat damit Sandu wieder im Parlament. Bei den Wahlen 2007 konnte Jawla seinen Wahlkreis gegen seinen Gegenkandidaten Foday Sanyang von der National Alliance for Democracy and Development (NADD) verteidigen. Ab 2009 war er gleichzeitig Abgeordneter (2009–2014) des Panafrikanischen Parlaments der Afrikanischen Union nominiert. Dort war er im Komitee für Landwirtschaft tätig.

## Auszeichnungen
- 2011: Member of the Order of the Republic of The Gambia[3]
- 2016 – July 22nd Revolution Award[4]